# Міфологія науки
Міфологія науки (не плутати з науковим міфом) — історичні анекдоти, що розповідають про відомих вчених і їх відкриття. Нерідко вони служать канонізації і сакралізації образів творців науки в масовій свідомості. Так, французькі фізики Свен Ортолі і Нікола Вітковскі вважають важливою частиною подібної міфології спогади відомих вчених про обставини, що спіткали їх в самих різних невідповідних для осяяння місцях, вважаючи подібні розповіді «майстерною реконструкцією.»

## Архімед

Графічний портрет Архімеда

Образ Архімеда багато в чому сформований історичними анекдотами про нього, які малюють канонічний образ вченого, що стоїть вище добра і зла, а тим більше поточної політики, якого здатна знищити тільки зрада. Перший — це приписувана йому філософом V ст. Проклом фраза «Дайте мені точку опори — і я переверну землю». Згідно з його повідомленням, Архімед тоді сам один, користуючись системою блоків, спустив на воду повністю завантажену трирему «Сіракузи», побудовану під його керівництвом. Тим самим він спростував твердження Аристотеля, що сила може виконати корисну роботу, тільки якщо вона досягла певної межі.
Згідно з давньоримським автором Вітрувієм, Архімед одного разу викрив ювеліра, який продав цареві Гієрону корону з золота, дуже розведеного сріблом. Саме обдумуючи спосіб вирішення даної задачі, як розповідає знаменитий римлянин, Архімед і відкрив свій закон, вискочивши з ванни з криком «Еврика». За розповіддю Вітрувія, для вирішення поставленого царем завдання Архімед опускав в заповнений вщерть таз срібний і золотий зливки, рівні по вазі короні, а потім і саму корону, вимірюючи при цьому кількість води, що вилилася. Після цього грецький вчений показав, що корона витіснила води менше, ніж срібло, але більше, ніж золото. Нікола Вітковскі і Свен Ортолі у своїй книзі мимохідь відзначають, що такий спосіб вимірювання щільності корони (якщо він мав місце в дійсності) до закону Архімеда, що говорить про силу, що виштовхує тіло з води, відношення не має, проте вказують на емоційний вплив цієї легенди. Знаменитий крик «Еврика» став символом інтуїтивного осяяння в науці.
І завершує цей канонічний образ описана Плутархом, Полібієм і Титом Лівіем участь Архімеда у захисті Сіракуз від облоги з подальшою зрадою одного з містян і смертю вченого. Античні автори пишуть, що його останніми словами було «не чіпайте мої креслення».

## Леонардо да Вінчі

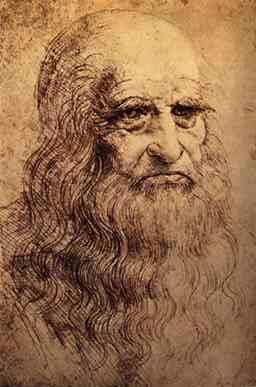
Автопортрет Леонардо да Вінчі (можливо)

Інший приклад історичної особистості, перетвореної масовою свідомістю в образ «мага від науки» — Леонардо да Вінчі. Він був геніальним художником і неперевершеним інженером-механіком, хоча і далеко не найосвіченішою людиною свого часу. Джерелом міфотворчості стали його записники, де він замальовував і описував як власні технічні ідеї, так і те, що він виявив у працях учених-попередників або щоденниках мандрівників, «підгледів» у інших практиків (часто з власними удосконаленнями). Зараз же він сприймається багатьма як винахідник «всього на світі». Розглянутий поза контекстом інших інженерів епохи Відродження, своїх сучасників і попередників, він виглядає в очах публіки як людина, що поодинці заклала фундамент сучасного інженерного знання.

## Яблуко Ньютона

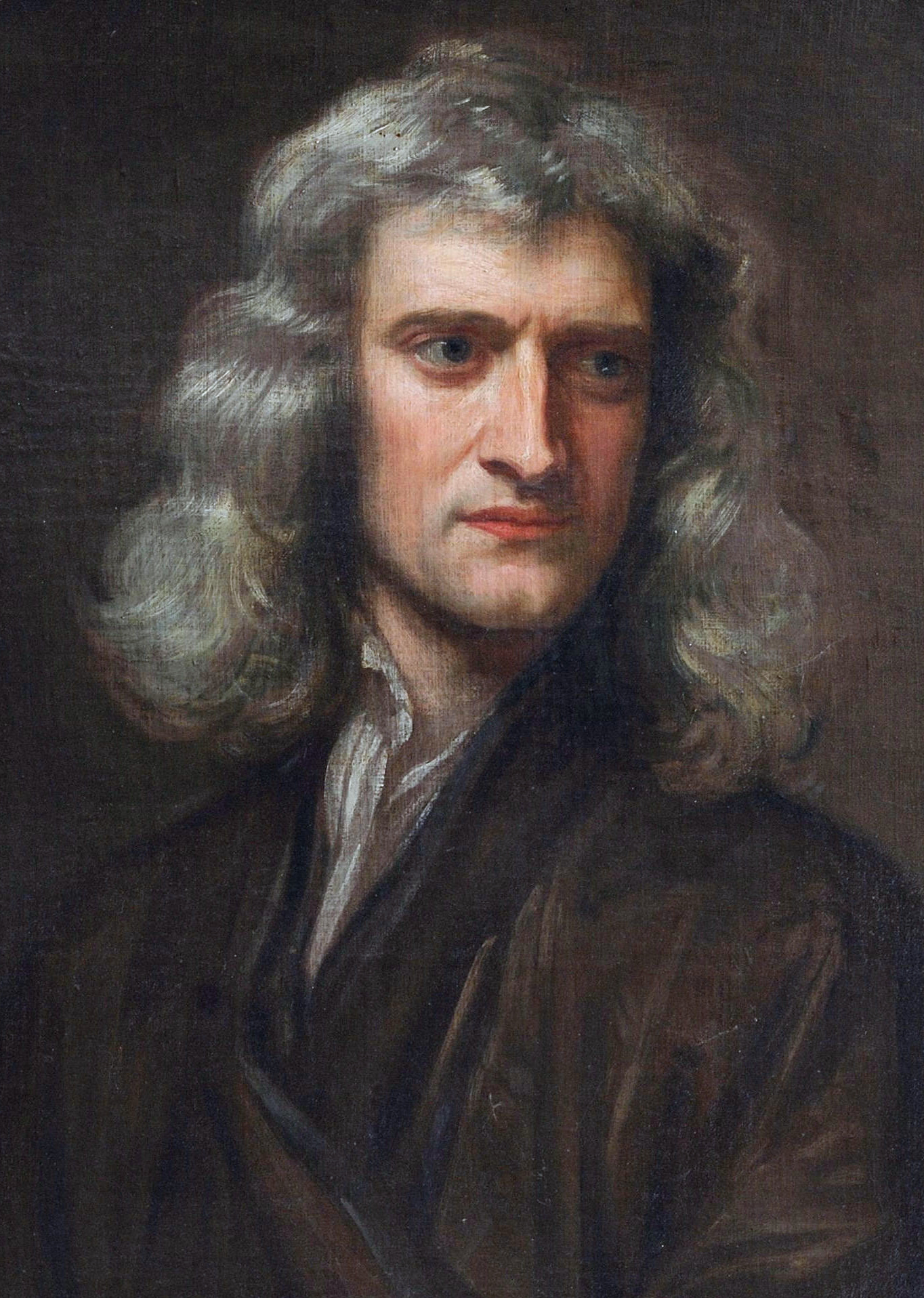
Ісаак Ньютон

Яскравий приклад міфу про раптове осяяння вченого — історія про те, як Ньютон відкрив закон всесвітнього тяжіння після того, як йому на голову впало яблуко. Сер Ісаак Ньютон почав розповідати її в останні роки життя, зокрема так дізнався про неї біограф Ньютона Вільям Стаклі. Ймовірно, вона була складена для Катерини Кондуїт, племінниці.

## Улюблена жінка Альфреда Нобеля

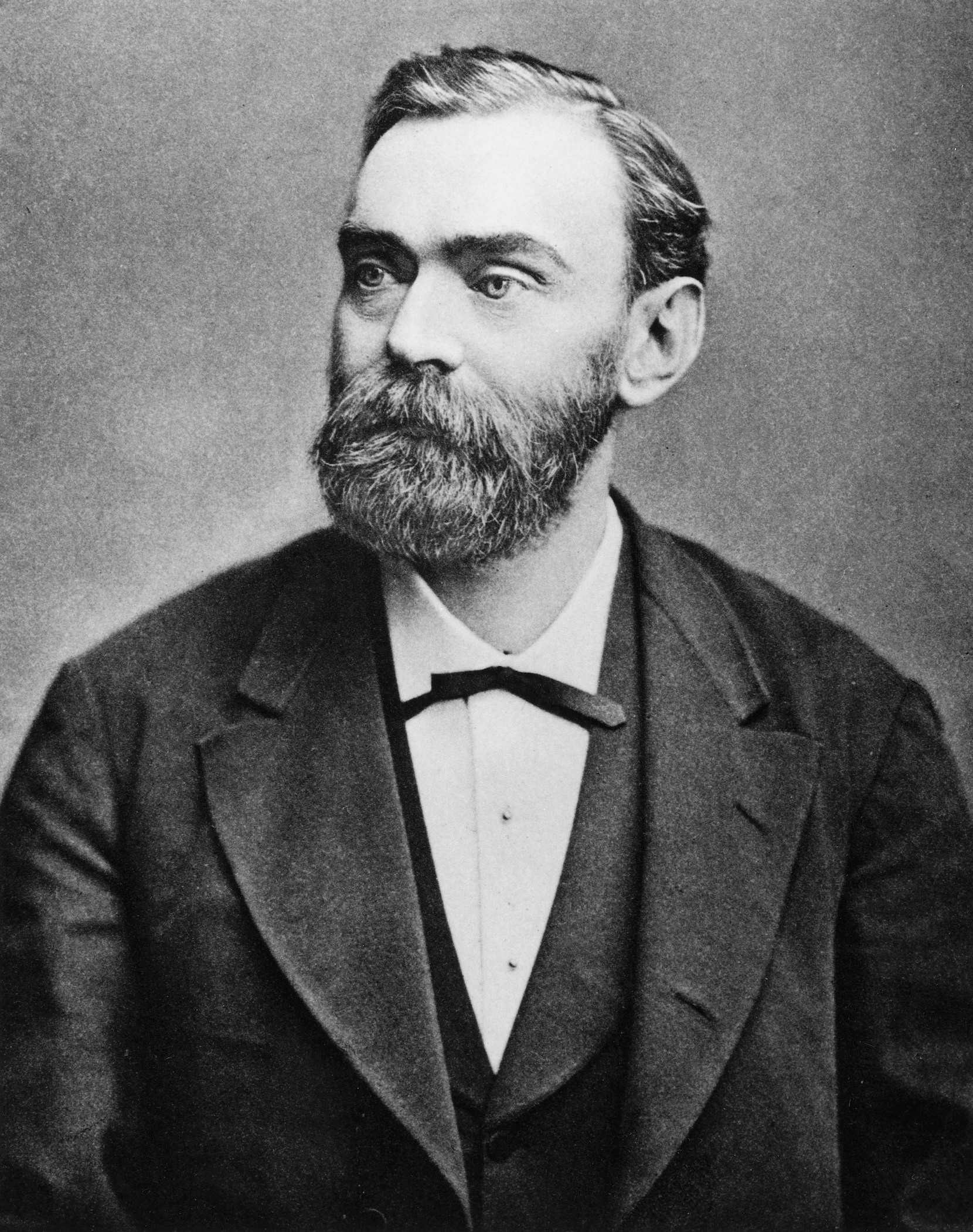
Альфред Бернард Нобель

Міф: Нобелівську премію не присуджують математикам, бо дружина Альфреда Нобеля зрадила йому з математиком.
Спростування: Альфред Нобель ніколи не був одружений. І хоча у нього була коханка Софія Гесс, математик Міттаг-Леффлер не мав жодних домагань до Софії Гесс.
Премія не видається математикам, тому що, на переконання Нобеля, відмічені нагородою відкриття та винаходи повинні бути безпосередньо корисні для всіх. Тобто премія створювалася для винахідників, і математика була виключена як занадто абстрактна наука.